# Podłoże szklarniowe
Podłoże szklarniowe – sztuczny utwór powstały wyłącznie w wyniku działalności człowieka, który decydując o rodzaju, składzie, a więc właściwościach środowiska, zmierzał do odwzorowania naturalnego stanowiska uprawianych roślin. Środowisko takie tworzone jest najczęściej na niewielkiej powierzchni i izolowane od gleby naturalnej. Dobre podłoże szklarniowe powinno charakteryzować się wysoką pojemnością wodną i powietrzną, dobrą i trwałą strukturą przez cały okres uprawy, dużą zdolnością zatrzymywania składników pokarmowych, dobrymi właściwościami buforowymi oraz brakiem patogenów, szkodników i substancji hamujących ukorzenianie.
Podłoża szklarniowe mogą być:
- pochodzenia mineralnego (żwir, piasek, glina, tłucz ceglany i in.)
- pochodzenia organicznego (torf wysoki i niski, węgiel brunatny i drzewny, mech torfowiec, korzenie paproci, liście drzew liściastych i iglastych, słoma itp.),
- odpadami produkcji przemysłowej (kora drzew iglastych i liściastych, kurz wełniany i bawełniany, odpady przemysłu zielarskiego, odpady z rzeźni, odpady gospodarstwa domowego i in.),
- przemysłowe (substrat torfowy, mieszanki torfowo-ziemne, komposty z kory),
- ziemie kompostowane i komposty (ziemia liściowa, wrzosowa, obornikowa, kompostowa, inspektowa oraz mieszanki tych ziem z różnymi dodatkami),
- syntetyczne (perlit, keramzyt, pumeks, wermikulit, odpady z gąbek poliestrowych i poliuretanowych, styropian, pianka poliuretanowa, wełna skalna, hygromull i in.) oraz
- hydroponiki.